# Vasîlivka (Ocna), Bârzula
Vasîlivka (în ucraineană Василівка) este un sat în comuna Ocna din raionul Bârzula, regiunea Odesa, Ucraina.

## Demografie
Componența lingvistică a localității Vasîlivka
     Ucraineană (90,7%)
     Română (6,98%)
     Bulgară (2,33%)
Conform recensământului din 2001, majoritatea populației localității Vasîlivka era vorbitoare de ucraineană (90,7%), existând în minoritate și vorbitori de română (6,98%) și bulgară (2,33%).